# ماریا سرشار از برکت
ماریا سرشار از برکت (به اسپانیایی: María llena eres de gracia) نام فیلم درامی است که در سال ۲۰۰۴ به کارگردانی جوشوا مارستون ساخته شد. این فیلم موفق شد در رشتهٔ بهترین بازیگر نقش اول زن برای بازیِ کاتالینا ساندینو مورنو، نامزد جایزه اسکار شود. کاتالینا ساندینو مورنو همچنین به‌عنوان بهترین بازیگر زن در جشنواره فیلم برلین برگزیده شد و خرس نقره‌ای گرفت.